# Maurice Tempelsman
Maurice Tempelsman (Amberes, Bélgica; 26 de agosto de 1929) es un empresario y comerciante de diamantes belgaestadounidense. Fue pareja de Jacqueline Kennedy Onassis, ex primera dama de los Estados Unidos, entre 1980 y 1994.

## Biografía
Nació el 26 de agosto de 1929 en Amberes, Bélgica. Fue hijo de Leon y Helene Tempelsman, ambos judíos ortodoxos, y creció en una comunidad judía en la que se hablaba predominantemente yidis. En 1940, Tempelsman y su familia emigraron a los Estados Unidos para escapar de la persecución de la Alemania nazi durante la Segunda Guerra Mundial. Cuando tenía 16 años, Tempelsman comenzó a trabajar para su padre ayudándolo en su labor como corredor de diamantes. Asistió a escuelas públicas de Nueva York y se graduó de la Universidad de Nueva York.

## Intereses comerciales
En 1950, Tempelsman creó un nuevo nicho de comercialización de diamantes persuadiendo al gobierno de los Estados Unidos para que almacenara diamantes africanos para fines industriales y militares, con él actuando como intermediario. En 1957, a la edad de 27 años, él y su abogado, Adlai Stevenson, viajaron a África, donde Tempelsman había comenzado a forjar lazos líderes políticos y empresariales. Sus contactos iban desde el político antiapartheid sudafricano Oliver Tambo hasta el dictador cleptocrático de Zaire, Mobutu Sese Seko y la influyente Familia de diamantes Oppenheimer. Tempelsman es presidente de la junta directiva de  Lazare Kaplan International Inc.(LKI), la compañía de diamantes más grande de los Estados Unidos, conocida por el "corte ideal” de los diamantes vendidos en todo el mundo bajo la marca Lazare Diamonds. Tempelsman es uno de los menos de 90 ″ suscriptores ″ en el mundo, lo que significa que 10 veces al año se le permite comprar diamantes directamente del cartel DeBeer en la Ciudad de Londres. Como DeBeers es virtualmente un monopolio, durante muchos años no pudo operar legalmente en los Estados Unidos.
También es socio general de Leon Tempelsman & Son, una sociedad de inversión especializada en bienes raíces y capital de riesgo.

## Vida personal

### Matrimonio e hijos
Tempelsman ha tenido hijos de su esposa Lilly Bucholz, quien también había huido de Amberes con su familia. Se casaron en 1949. Su hija, Rena, es la viuda de Robert Speisman, vicepresidente ejecutivo de Lazare Kaplan International Inc. que murió a bordo del American Airlines Flight 77 cuando el avión se estrelló contra El Pentágono durante los ataques del 11 de septiembre.
Tempelsman y Bucholz se separaron formalmente en 1984. Según  People , Bucholz y Tempelsman nunca se divorciaron legalmente.

### Relación con Jacqueline Onassis
Tempelsman fue el compañero de mucho tiempo de Jacqueline Kennedy Onassis. Maurice y Lilly Tempelsman fueron invitados a la Cena del Estado en Mount Vernon (Virginia) en honor del Presidente Ayub Khan de Pakistán en 1961. Los dos comenzaron su larga relación en 1980, cinco años después de la muerte del segundo esposo de Jacqueline Onassis Aristóteles Onassis. En 1988, Tempelsman se mudó a la Quinta Avenida apartamento ático de Onassis en la ciudad de Nueva York. Durante su relación, manejó las finanzas de Onassis, cuadruplicando los $ 26 millones que se aseguraron de estate de su difunto esposo. La pareja frecuentemente paseaba por Central Park y fue fotografiada en los días anteriores a su muerte por Linfoma no Hodgkin a los 64 años el 19 de mayo , 1994. En el funeral de Onassis, Tempelsman leyó el poema de Constantine P. Cavafy ' Ithaca' ', uno de sus favoritos, y concluyó diciendo: "Y ahora el viaje ha terminado, demasiado corto, por desgracia, demasiado corto. Estaba lleno de aventura y sabiduría, risas y amor, galantería y gracia. Así que adiós, adiós. " Tempelsman fue uno de los dos ejecutores s de will que había redactado con su abogado de mucho tiempo, Alexander D. Forger. Ella le dejó una "cabeza de mujer griega alabastro" y nombró a Tempelsman como copresidente de una organización caritativa, la C & J Foundation. Sin embargo, no hubo ningún depósito dejó de financiar la fundación después de que se pagaron los impuestos patrimoniales.